# Piscu
Piscu là một xã thuộc hạt Galați, România. Dân số thời điểm năm 2002 là 5058 người.